# Olympische Sommerspiele 2000/Teilnehmer (São Tomé und Príncipe)
| Gelbes Symbol für Goldmedaillen mit stilisierten Olympischen Ringen | Graues Symbol für Silbermedaillen mit stilisierten Olympischen Ringen | Braundes Symbol für Bronzemedaillen mit stilisierten Olympischen Ringen |
| ------------------------------------------------------------------- | --------------------------------------------------------------------- | ----------------------------------------------------------------------- |
| —                                                                   | —                                                                     | —                                                                       |

São Tomé und Príncipe nahm an den Olympischen Sommerspielen 2000 in der australischen Metropole Sydney mit zwei Athleten, eine Frau und ein Mann, in einer Sportart teil.
Nach 1996 war es die zweite Teilnahme des afrikanischen Staates an Olympischen Sommerspielen. 

## Flaggenträger
Die Leichtathletin Naide Gomes trug die Flagge von São Tomé und Príncipe während der Eröffnungsfeier im Stadium Australia.

## Teilnehmer nach Sportarten

### Leichtathletik
- Naide Gomes
Frauen, 100 m Hürden: mit 14,43 s und Platz 8 in der ersten Runde ausgeschieden
- Arlindo Pinheiro
Männer, 110 m Hürden: mit 15,65 s und Platz 6 in der ersten Runde ausgeschieden